# Илия Джаджев
Илия Джаджев (на македонска литературна норма: Илија Џаџев) е поет от Социалистическа Република Македония.

## Биография
Роден е в Гевгели в 1926 година. Завършва география в Природо-математическия факултет в 1954 година. Работи като професор по география в гимназията „Йосиф Йосифовски“ в Гевгели. Член е на Дружеството на писателите на Македония от 1990 година.

## Литературно творчество
- Не (1976)
- Чисти раце (1977)
- Јас бев мал генерал (од бурата на еден парижанец, 1978)
- На булеварот нема птици (1978)
- Сонови изгреваат (1978)
- Зорнина (1979)
- Изгрејсвету (1979)
- Коренозрак (1979)
- Светилоносие (1980)
- Образовосхит (1980)
- Гласовековија (1980)
- Погледочест (1981)
- Верножубие (1981)
- Достојносјај (1981)
- Ѕвезда што доаѓа (1982)
- Измамница (1982)
- Надљубов (1983)
- Петдесет мои брачни потписи (1983)
- Миропомазание (1991)